# 民权街道 (武汉市)
民权街道是中华人民共和国湖北省武汉市江汉区下辖的一个街道办事处。

## 行政区划
民权街道下辖以下村级行政区划单位：
打铜社区、积庆社区、三民社区、民生社区、大龙社区、世彩社区、严家社区和王家巷社区。